# Stadt Kiel
Le MS Stadt Kiel est un ancien navire à passagers construit en 1934 du port de Kiel. Il appartient désormais au musée maritime de Kiel (Schifffahrtsmuseum Kiel).
Il est classé monument historique du Schleswig-Holstein depuis 1989.

## Historique
Le Stadt Kiel a été lancé le 26 mai 1934 de l'Arsenal Germania à Kiel et a été utilisé comme navire à passagers pour le transport maritime par la Kieler Verkehrsgesellschaft. 

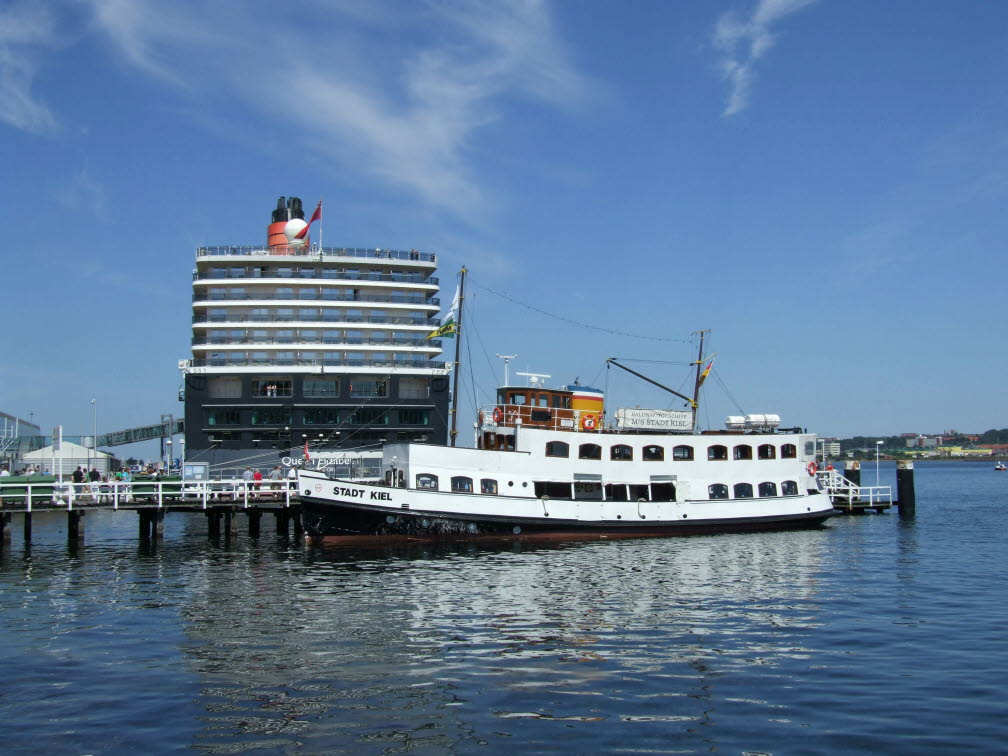
Stadt Kiel en 2012

En 1943, pendant la Seconde Guerre mondiale, le navire a été coulé par un bombardement, mais il a été renfloué puis réparé à Svendborg, au Danemark, et il a également été allongé de trois mètres. À partir de 1946, le navire était de retour en service de ligne dans le fjord de Kiel. En 1954, il a été reconstruit au chantier naval Kröger (de) à Rendsburg pour ensuite naviguer en tant que navire de croisière et d'excursion sur la baie de Kiel, ou comme ferry pour Sønderborg, Eckernförde et Øresund. En 1976, il a été vendu par l'ancien propriétaire et a changé de mains à plusieurs reprises.

### Préservation
En 1983, l'association Förderverein MS Stadt Kiel e.V. a acheté le navire et l'a ramené à Kiel depuis Lübeck-Travemünde, où il se trouvait. De nombreux travaux de rénovation et d'entretien ont également été réalisés. Aujourd'hui, les croisières de passagers sont effectuées dans le sud-ouest de la mer Baltique.